# Jordnära
|  | Wiktionary har en ordboksartikel om jordnära. |

Jordnära, musikalbum av gruppen Fattaru, utgivet 2003.

## Låtlista
1. Nummer två
2. Demokrati
3. Varje dag typ av sak
4. Oj!
5. Karriär
6. Barnen (feat. Fjärde Världen)
7. Underskattad
8. Bättre
9. Vad?
10. Tack
11. Ton för ton (feat. Masayah)
12. Nattmusik
13. Mys på det
14. Jordnära